# Digonogastra deflagrator
Digonogastra deflagrator är en stekelart som först beskrevs av Wilhelm Ferdinand Erichson 1848.  Digonogastra deflagrator ingår i släktet Digonogastra och familjen bracksteklar. Inga underarter finns listade i Catalogue of Life.